# Robert Merrihew Adams
Pour les articles homonymes, voir Adams et Robert Adams.
Robert Merrihew Adams, né le 8 septembre 1937 et mort le 16 avril 2024, est un philosophe analytique américain, spécialisé dans la métaphysique, la philosophie de la religion, l'éthique et l'histoire de la philosophie moderne.

## Biographie
Robert Merrihew Adams est né le 8 septembre 1937 à Philadelphie, en Pennsylvanie. Il enseigne pendant de nombreuses années à l'Université de Californie à Los Angeles, avant de rejoindre l'Université Yale au début des années 1990 en tant que professeur Clark de philosophie morale et de métaphysique. En tant que président, il aide à relancer le département de philosophie après son quasi-effondrement en raison de conflits personnels et universitaires entre les philosophes analytiques et continentaux. Adams prend sa retraite de Yale en 2004 et enseigne à temps partiel à l'Université d'Oxford en Angleterre, où il est chercheur principal au Mansfield College. En 2009, il devient professeur de recherche émérite de philosophie à l'Université de Caroline du Nord à Chapel Hill.
La défunte épouse d'Adams, Marilyn McCord Adams, est également philosophe, travaillant sur la philosophie médiévale et la philosophie de la religion et est professeur Regius de théologie à Christ Church, Oxford. En 2013, tous deux sont professeurs de recherche invités à l'Université Rutgers, parallèlement à la fondation du Rutgers Center for the Philosophy of Religion.
Il est un ancien président de la Société des philosophes chrétiens. En 1999, il prononce les conférences Gifford sur "Dieu et l'être". Il est élu membre de la British Academy en 2006  et est élu membre de l'Académie américaine des arts et des sciences en 1991.

## Travail philosophique
En tant que spécialiste de l'histoire, Adams publie sur les travaux des philosophes Søren Kierkegaard et GW Leibniz. Son travail en philosophie de la religion comprend des essais influents sur le problème du mal et la relation entre le théisme et l'éthique. En métaphysique, Adams défend l'actualisme en métaphysique de la modalité et le platonisme sur la nature des mondes dits possibles.

## Publications
- Adams, « Must God Create the Best? », The Philosophical Review, vol. 81, no 3,‎ 1972, p. 317–332 (DOI 10.2307/2184329, JSTOR 2184329). Reprinted in The Virtue of Faith and Other Essay in Philosophical Theology below.
- "A Modified Divine Command Theory of Ethical Wrongness" in Religion and Morality: A Collection of Essays. eds. Gene Outka and John P. Reeder. New York: Doubleday. Reprinted in  The Virtue of Faith.
- Adams, « Theories of Actuality », Noûs, vol. 8, no 3,‎ 1974, p. 211–231 (DOI 10.2307/2214751, JSTOR 2214751)
- Adams, « Motive Utilitarianism », Journal of Philosophy, vol. 73, no 14,‎ 1976, p. 467–481 (DOI 10.2307/2025783, JSTOR 2025783)
- Adams, « Primitive Thisness and Primitive Identity », The Journal of Philosophy, vol. 76, no 1,‎ 1979, p. 5–26 (DOI 10.2307/2025812, JSTOR 2025812, S2CID 42069022, lire en ligne)
- "Actualism and Thisness", Synthèse, XLIX 3–41. 1981.
- Adams, « Time and Thisness », Midwest Studies in Philosophy, vol. 11,‎ 1986, p. 315–329 (DOI 10.1111/j.1475-4975.1986.tb00501.x)
- The Virtue of Faith and Other Essays in Philosophical Theology. New York: Oxford University Press. 1987.
- Adams, « Involuntary Sins », The Philosophical Review, vol. 94, no 1,‎ 1985, p. 3–31 (DOI 10.2307/2184713, JSTOR 2184713)
- "Divine Commands and the Social Nature of Obligation" Faith and Philosophy, 1987.
- "The Knight of Faith", Faith and Philosophy, 1990.
- "Moral Faith", Journal of Philosophy, 1995.
- Leibniz: Determinist, Theist, Idealist. New York: Oxford. 1994.
- "Things in Themselves", Philosophy and Phenomenological Research, 1997.
- Finite and Infinite Goods. New York: Oxford University Press. 1999.
- A Theory of Virtue: Excellence in Being for the Good. Oxford: Clarendon Press. 2006.
- What Is, and What Is In Itself: A Systematic Ontology. Oxford: Oxford University Press, 2021.